# Медаль Индокитайской кампании (Франция)

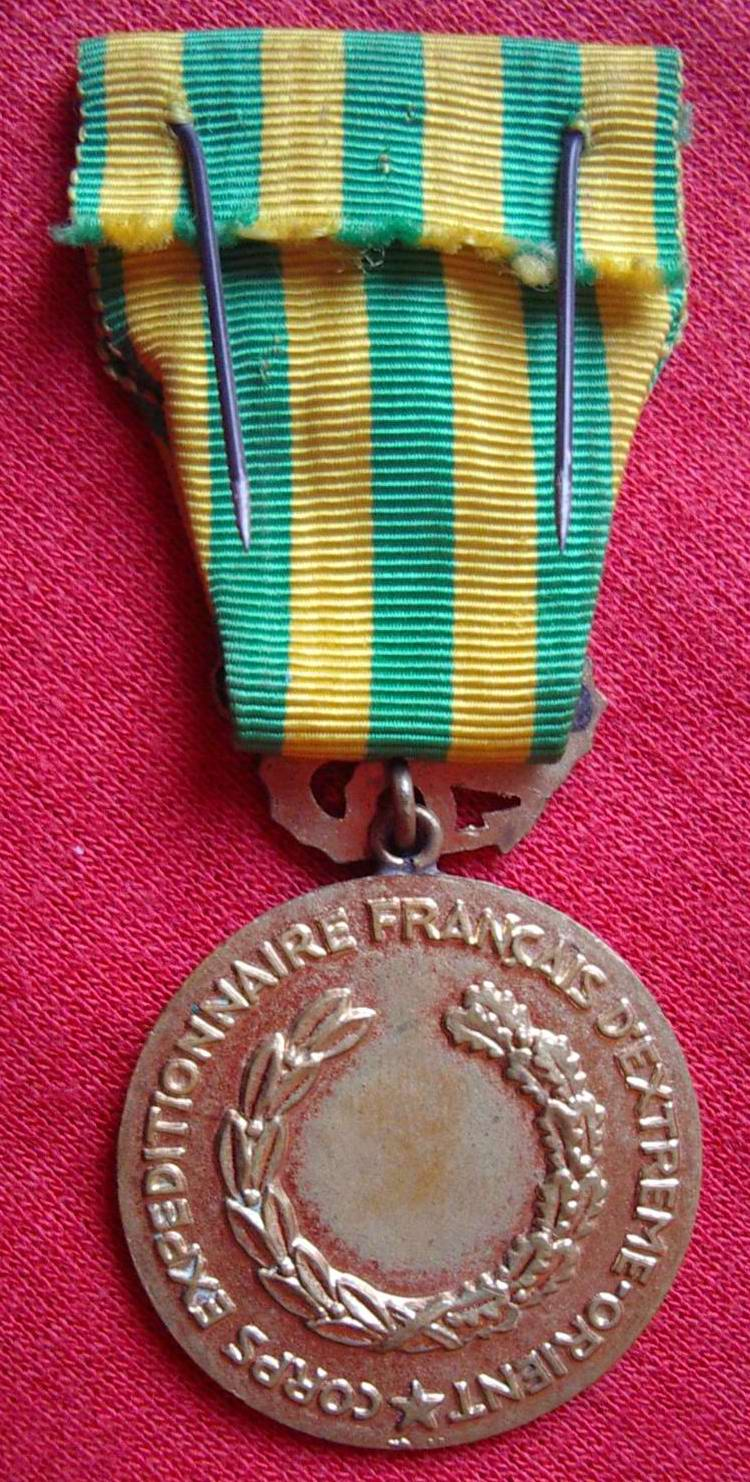
Реверс медали

бригадный генерал Пьер Венсан

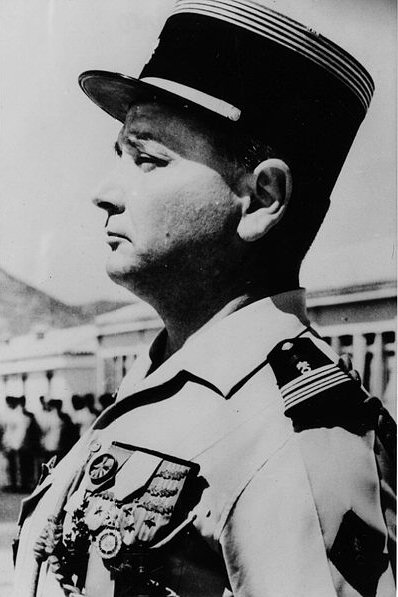
Генерал Поль Арно де Фойар

Памятная медаль Индокитайской кампании — французская медаль, предназначенная для награждения военнослужащих и гражданских лиц, принимавших участие в кампаниях Индокитайской войны (с 16 августа 1945 года по 11 августа 1954 года).

## История
Вооружённый конфликт во французском Индокитае начался сразу после окончания Второй мировой войны; на его начальном периоде французскими войсками командовал генерал Филипп Леклерк. В течение первых восьми лет французские и колониальные войска получали Колониальную медаль с планкой «EXTRÊME-ORIENT» (рус. "Дальний Восток"); однако, право на эту награду не распространялось на гражданских лиц, оказывавших содействие армии. После ходатайства депутатов Национального собрания, Указом № 53-722 от 1 августа 1953 г. была учреждена соответствующая медаль, которая предназначалась как для всех французских военнослужащих участвовавших в кампании, так и для гражданских.
Даже после учреждения медали Индокитайской кампании французские солдаты дополнительно к ней по-прежнему продолжали получать Колониальную медаль с планкой EXTRÊME-ORIENT.

## Критерии награждения
Медалью награждались военнослужащие Вооружённых сил Франции, участвовавшие в индокитайской кампании в течение не менее 90 дней, как в линейных, так и в резервных частях в период с 16 августа 1945 года по 11 августа 1954 года.
Также она могла вручаться гражданским лицам, гражданам Франции или Французского Союза, персоналу торгового флота или гражданской авиации, на борту судов или в составе экипажей аэронавигационных самолётов, обеспечивавших в тот же период в течение как минимум 90 дней подряд перевозку войск или военной техники в Индокитай или в его пределах.
Минимальный 90-дневный период службы на театре военных действий был отменён для получивших ранения и травмы во время операций, или упомянутых в приказах.

## Описание награды
- Медаль : круглая, из бронзы, диаметром 36 мм; на аверсе в нижней части рельефное изображение переплетённых кобр: 2 по бокам и 5 поддерживают табличку (24×5 мм) с надписью Indochine (рус. Индокитай), на которой покоится трёхголовый слон. В верхней части полукругом расположена надпись République française (рус. Французская Республика). На реверсе круговая надпись Corps expéditionnaire français d'Extrême-Orient (рус. Французский экспедиционный корпус на Дальнем Востоке), внутри которой находится венок из дубовых листьев и лавра. Кольцо для подвески к ленте украшено рельефным изображением дракона (20x25 мм)[3].

- Лента : ширина 38 мм, жёлтая, по краям 2 2-мм зелёные полосы, в центре ещё 3 5-мм зелёные полосы, расположенные с интервалом в 5 мм[3].

## Известные награждённые
- генерал Марсель Алессандри
- генерал медицинской службы Валери Андре
- адмирал Жорж Кабанье
- генерал Поль Арно де Фойар
- генерал Марсель Бижар
- подполковник Жюль Гоше
- генерал Морис Анри
- генерал Поль Лардри
- генерал Филипп Леклерк
- генерал Рено де Корта
- генерал Рауль Салан
- генерал Морис Шмитт
- генерал Пьер Венсан